# Andrea Bolzoni
Andrea Bolzoni (Ferrara, marzo 1689 – Ferrara, 19 ottobre 1760) è stato un incisore italiano.
Andrea Bolzoni è stato un importante incisore, attivo nel Settecento, a Ferrara, e molte delle sue opere sono attualmente conservate nella locale Biblioteca comunale Ariostea. Il suo lavoro più significativo è la Pianta ed alzato della città di Ferrara.

## Biografia

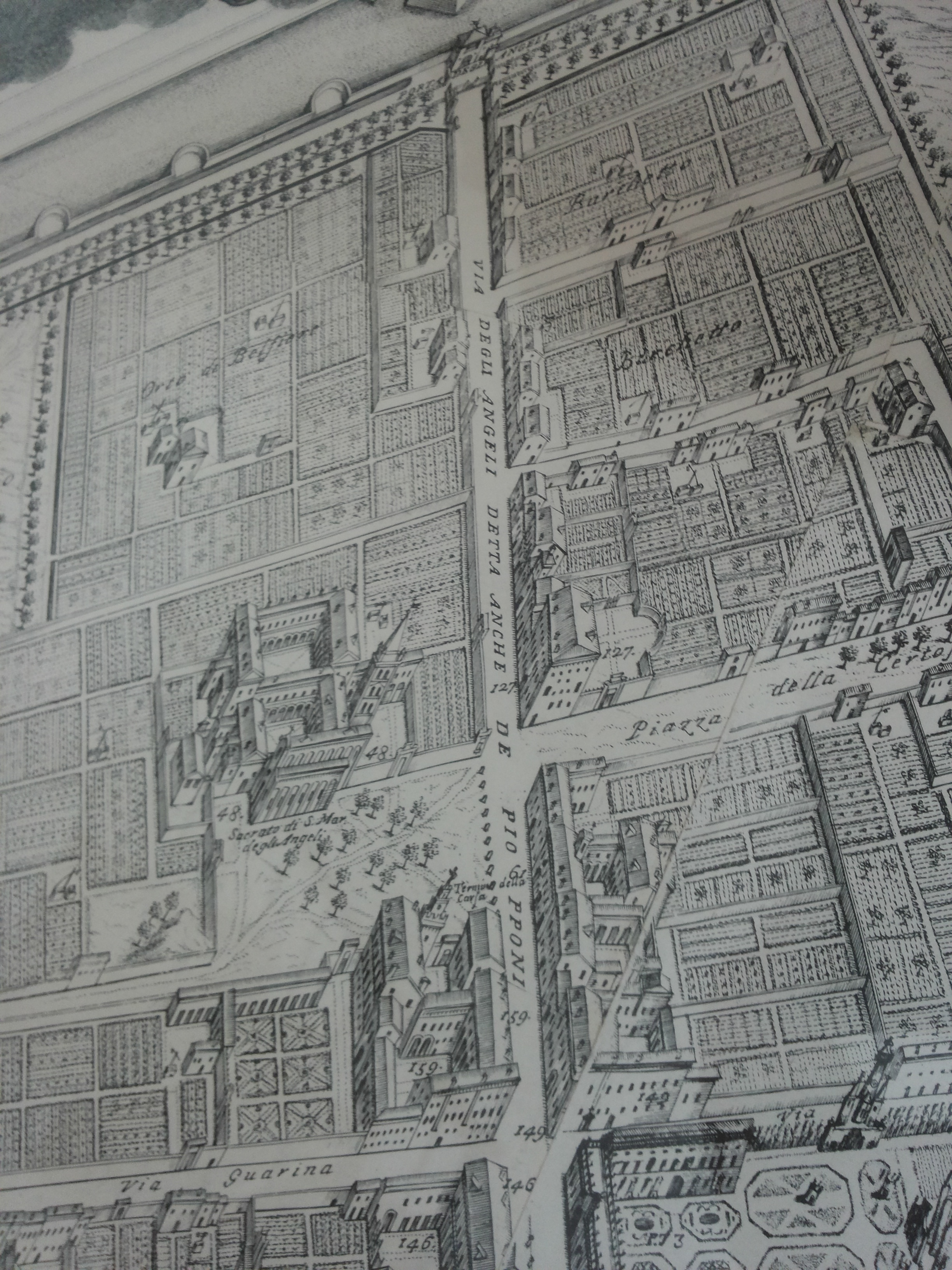
Parte della Pianta ed alzato della città di Ferrara, con corso Ercole I d'Este, indicata come via degli Angeli detta anche dei Piopponi (1747)

Rimase orfano di padre in giovane età, imparò presto l'arte dell'incisione e studiò anche disegno, aiutato dallo zio Francesco. Quando questi morì, nel 1728, fece numerosi viaggi in Italia centrale per approfondire la tecnica. Visitò l'Umbria, la Toscana, le Marche ed arrivò sino a Roma. Visse a Ferrara ma si recò per lavoro anche a Modena e a Mantova.

## Opere
L'opera principale per il quale è riconosciuto tra gli studiosi di storia estense è la sua pianta piano-prospettica della città di Ferrara. Questa risulta preziosa per ricostruire e comprendere il succedersi degli avvenimenti edilizi a partire dal periodo dell'Addizione Erculea.
Le stampe che produssero la mappa vennero eseguite in quattro diverse edizioni, datate 1747, 1768, 1782 e 1794. Solo la prima di queste vide la luce quando il suo autore era in vita, poiché morì nel 1760. Quella del 1782, la terza, è quella che venne riconosciuta come riferimento per almeno due secoli dalle amministrazioni che si succedettero alla guida della città.

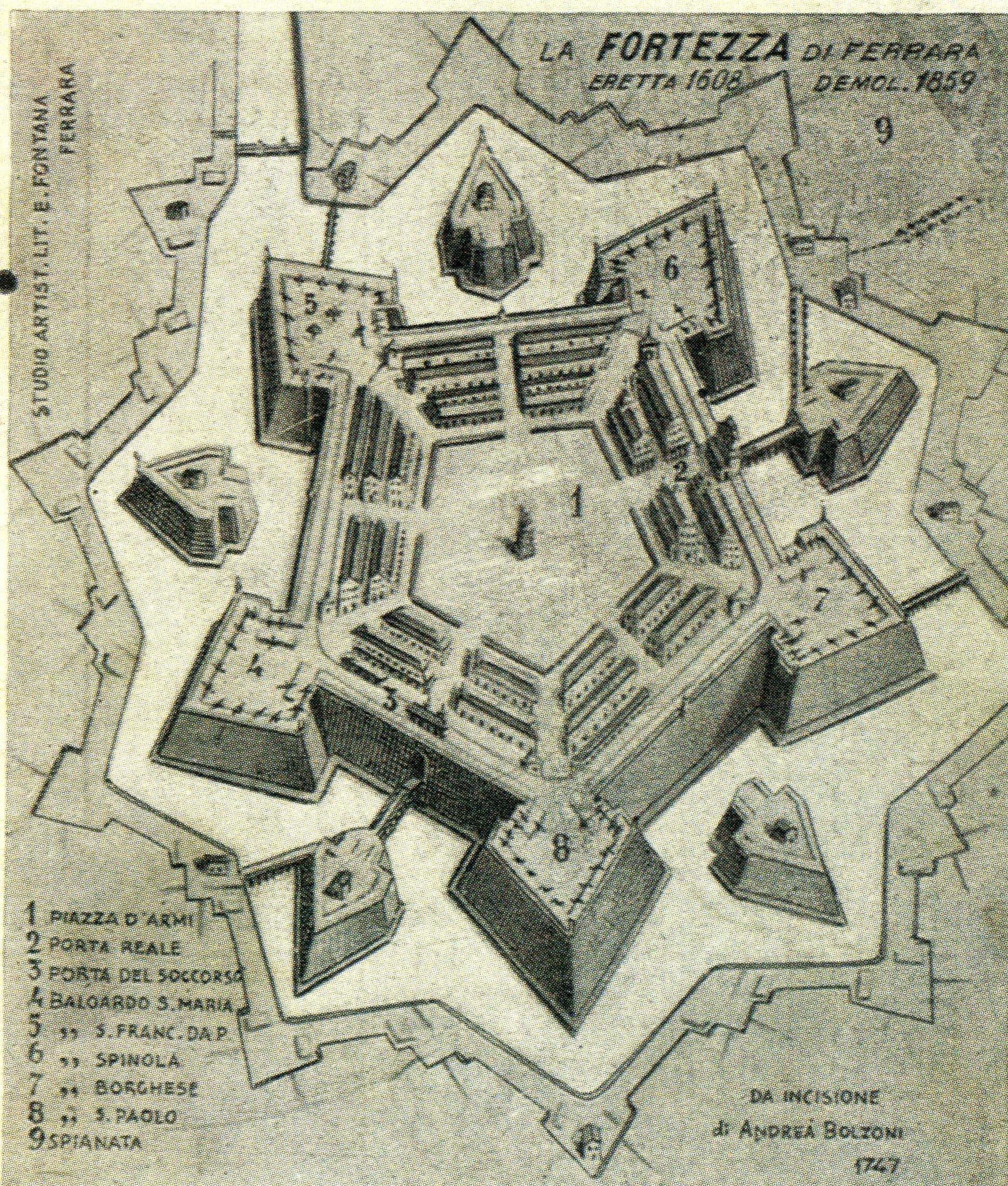
Fortezza Pontificia in una cartolina d'epoca che riproduce un'incisione di Andrea Bolzoni del 1747

Ciò che rende unica questa pianta della città è il metodo che il Bolzoni usò per disegnarla e poi inciderla per la stampa. I suoi rilevatori erano mandati a raccogliere dati sugli edifici e sulle strutture esistenti, compresi i giardini ed ogni singolo albero. In seguito, nel suo laboratorio, egli procedeva a inserire ogni dato nella pianta, ma non si limitava a questo. Seguendo un suo modello di città ideale, la sua città sognata, integrava secondo la sua visione, aggiungendo edifici e coprendo spazi vuoti che, a suo giudizio, andavano utilizzati. Il risultato finale del suo lavoro fu un progetto, più che una vera pianta di Ferrara, una prefigurazione di quella che avrebbe dovuto diventare. Questo rese, di fatto, la sua pianta un vero e proprio piano regolatore, utilizzato sino alla metà del secolo scorso.
Nella pianta di Bolzoni si vede la Fortezza Pontificia che venne edificata nella parte sud-ovest della città, a partire dal 1608, cioè solo pochi anni dopo la devoluzione di Ferrara allo Stato Pontificio (essendo Ferrara un antico feudo papale), e in assenza di figli legittimi eredi di Alfonso II d'Este.
Bolzoni lavorò anche per la zecca di Ferrara e per quella di Mantova. Eseguì, tra le molte incisioni, vari ritratti e preziose riproduzioni di dipinti in seguito andati distrutti.